# Anton Hirschig
Antonius (Anton) Matthias Hirschig (Naarden, 18 februari 1867 – Alkmaar, 6 november 1939), ook wel Tony of Tom genoemd, was een Nederlandse kunstenaar die als jongeman in de herberg Auberge Ravoux in Auvers-sur-Oise logeerde, toen Vincent van Gogh daar in 1890 overleed. Hij heeft schilderijen gemaakt, die op veilingen weleens worden aangeboden voor verkoop.

## Biografie
Antonius Matthias Hirschig werd geboren op 18 februari 1867 in Naarden, als zoon van Christianus Jacobus Johannes Hirschig en Anna Swart. Zijn vader was een in Amsterdam opgeleide arts bij de Koninklijke Marine en zijn grootvader was rector van de latijnse school in Alkmaar. Zijn tantes aan vaderskant, Adriana Wilhelmina Hirschig en Jacoba Gysberta Hirschig, trouwden met leden van de welvarende bankiersfamilie De Lange uit Alkmaar. Zijn zuster Anna trouwde met een bloedverwant, een zoon van Jacoba Gysberta. Verder was zijn broer Adrianus Jacobus Hirschig een succesvol civiel ingenieur. Hij bouwde zeedijken en werd daar erg rijk mee, rijk genoeg om een aanzienlijk landhuis in Baambrugge te kopen, 'Postwijck' geheten.
Hirschigs eigen financiële omstandigheden zijn niet gedocumenteerd en er zijn geen andere beroepen of bezigheden dan kunstschilder bekend in de genealogie van de familie Hirschig zoals in 1958 opgetekend in het De Lange archief in Alkmaar. Hij heeft waarschijnlijk geld geërfd van zijn moeder Anna Swart, wier vader Jacob Swart directeur was van de bekende Amsterdamse kaartenmakersfirma Van Keulen. Hij zette die firma voort na de dood van het laatste lid van de oprichtersfamile. De firma werd geliquideerd in 1885. Na de dood van Anna Swart trouwde Anton Hirschigs vader met zijn schoonzuster Catharina Swart.
Antons broer Jacob Hirschig was een officier bij de artillerie en hij wordt genoemd als amateurschilder in het monumentale Lexicon Nederlandse Beeldende Kunstenaars 1750-1950 van Pieter A. Scheen. Hij had ook nog een zuster, met wie hij verward wordt in de eerste editie (1969) van het lexicon van Scheen.
Er is een familiale verbinding met de schilder Anton Mauve: de moeder van Mauve, Elisabeth Margaretha Hirschig (1805-1876) was een nicht van de grootvader van Anton Hirschig (Antonius Hirschig 1802-1871). Verder was Mauve zelf getrouwd met Ariëtte (Jet) Sophia Jeannette Carbentus, een nicht van Vincent van Gogh, en Mauve gaf Van Gogh in het begin aanmoediging en instructie. Het lijkt daarom aannemelijk dat Anton Hirschig makkelijker in contact kon komen met Van Gogh door deze familiebindingen, hoewel Theo van Gogh in zijn brief van 15 juni 1890 aan Vincent schrijft dat Théophile de Bock hem geïntroduceerd had.
Jacoba Gysberta Hirschig is de overgrootmoeder van Pieter van Vollenhoven. De familie Hirschig zelf stamde af van een Zwitserse huursoldaat Samuel Hirsig uit Amsoldingen, die zich voor 1757 vestigde in Breda, met zijn vrouw Catharina Luginbuhl (Logebuli) uit Grosshöchstetten, met het Stürler regiment. Zijn zoon Jacobus Christiaan in de familielijn Hirschig werd dominee in de Nederlandse Hervormde Kerk en andere leden van de familie bereikten prominente posities als classicus. Zo maakte Willem Adrianus Hirschig een vertaling in het Latijn van de oud Griekse romance Leucippe en Clitophon in zijn Erotici Scriptores (Paris, 1856). De familienaam Hirschig is tegenwoordig niet meer in gebruik.

## Auvers
Hirschig logeerde samen met Vincent van Gogh in de Auberge Ravoux van circa 17 juni 1890 tot kort na diens dood. Hij sliep in het zolderkamertje naast dat van Van Gogh, en deze twee kamers zijn nog altijd te bezichtigen. Er is niet bekend of Hirschig les heeft genomen van Van Gogh.
Anton Hirschig wordt in drie brieven van Van Gogh genoemd. Eerst vond Van Gogh dat Hirschig te "aardig" was om een kunstenaar te zijn, en hij vraagt zich af of hij ooit iets zal bereiken. In Van Goghs laatste brief, aan zijn broer Theo, verzacht hij zijn mening en schrijft hij dat hij vindt dat Hirschig dingen beter is gaan begrijpen.
Adeline Ravoux, de dochter van de uitbater van de Auberge Ravoux, beschreef het verblijf van Vincent van Gogh in haar memoires. Ze was toen ongeveer 12 jaar oud, en naderde de 80 toen haar memoires werden gepubliceerd.
In haar memoires beschrijft Adeline Ravoux Hirschig als kennelijk meer geïnteresseerd in mooie meisjes dan in schilderen. Ze herinnert zich dat hij slecht Frans sprak, en daardoor waren hij en Van Gogh genoodzaakt Nederlands met elkaar te spreken. Ze dacht niet dat Van Gogh Hirschig erg serieus nam. Verder vermeldt ze dat zij zich herinnert dat Hirschig de herberg kort na het overlijden van Van Gogh verliet.

## Verslag van de dood van Van Gogh
Van Gogh probeerde zichzelf dood te schieten op 27 juli 1890 en overleed in de vroege uren van 29 juli. In een brief aan Albert Plasschaert die hij een "half leven later" in 1911 schreef, geeft Hirschig een beeldend en schokkend verslag van de dood van Van Gogh, dat echter sterk afwijkt van de bewogen en gevoelige beschrijving door Emile Bernard in een brief aan Albert Aurier.
Il était couché dans sa mansarde sous un toit en zinc. Il faisait terriblement chaud. (Hij lag op zijn zolderkamer onder een zinken dak. Het was verschrikkelijk warm.) ’t was in de maand Augustus. Hij is daar eenige dagen gebleven. Misschien maar enkelen. Misschien velen. ’t Komt mij voor velen. ’s nachts schreeuwde hij, schreeuwde hij hard. Zijn bed stond tegen ’t beschot van de andere mansarde (zolderkamer) waar ik sliep: Il n’y a donc personne qui veut m’ouvrir le ventre! (Er is dus niemand die mijn buik wil openen!) Midden in de nacht ik geloof dat er niemand bij hem was en ’t was zoo warm. Ik heb geloof ik nooit een andere docter gezien als zijn vriend de gewezen militaire dokter: C’est ta propre faute, pourquoi t’es-tu tué? (Het is je eigen schuld, waarom heb je jezelf gedood?) Hij had geen instrumenten die dokter. Hij heeft daar gelegen totdat hij dood was.
Hirschig beschrijft de begrafenis zelf niet, hoewel hij wel aanwezig was en geholpen heeft bij het regelen, verzamelen van bloemen voor de kist, en naar het nabijgelegen Méry is gelopen om de lijkwagen te huren.
In 1934 gaf Abraham in Oud Holland een korte samenvatting van een brief van Hirschig die details gaf van zijn herinneringen aan Van Gogh. De brief zelf is niet gedocumenteerd. Het stuk beschrijft onzorgvuldig dat Hirschig in het Zuiden van Frankrijk met Van Gogh verbleven zou hebben, terwijl Auvers ten Noorden van Parijs ligt. De samenvatting bestrijkt grotendeels hetzelfde als de brief aan Plasschaert en daarbij worden de volgende opmerkingen van Hirschig geciteerd:
"Ik zie hem nog altijd met zijn afgesneden oor en zijn verwilderde oogen, waar iets krankzinnigs in zat en die ik niet dorst aan te kijken, zitten op de bank voor 't raam van 't cafétje ...
"... tout était terrible chez cet homme. Je crois qu'il a beaucoup soeffert sur cette terre. Je ne l'ai jamais vu sourire ... (alles was verschrikkelijk aan die man. Ik geloof dat hij veel geleden heeft hier op aarde. Ik heb hem nooit zien lachen ...)"